# دیسنته
دیسنته (انگلیسی: Descente) شرکت پوشاک ژاپنی است، که در سال ۱۹۳۵ تأسیس شد.